# Діброва (Гощанський район)
Дібро́ва — колишнє село в Україні, підпорядковувалося Малинівській сільській раді Гощанського району Рівненської області.
Рівненська обласна рада рішенням від 20 червня 2014 року виключене з облікових даних.

## Населення

### Мова
Розподіл населення за рідною мовою за даними перепису 2001 року:
| Мова       | Кількість | Відсоток |
| ---------- | --------- | -------- |
| українська | 5         | 100%     |